# Pteroplax
Pteroplax es un género extinto de anfibios reptiliomorfos, que vivieron durante el periodo Carbonífero.